# تاك سات-1
 تاك سات-1 بالإنجليزية(TacSat-1) هو قمر تجريبي تم بناؤه بواسطة مختبر الأبحاث البحرية نيابة عن مكتب وزارة الدفاع الأمريكية (DOD) مكتب تحويل القوة (OFT). كانت الحمولة المخطط لها للإطلاق السادس لـ سبيس إكس فالكون 1 .  ومع ذلك ، لم يتم إطلاقه مطلقًا في الفضاء. تم إطلاق القمر الصناعي الثاني في السلسلة ، تاك سات-2 ، قبل تاك سات-1 ، مما أدى إلى إلغاء إطلاق تاك سات-1.
كان من المفترض أن يحمل تاك سات-1 مجموعة متنوعة من الحمولات التجريبية.  تم تنفيذ الكثير من برامج الحمولة من خلال استخدام معالج الأوامر باش التي تعمل على نظام الكمبيوتر للأغراض العامة «كوبرفيلد-2» على متن المركبة الفضائية. 

## الغرض منه
تم تصميم سلسلة تاك سات-1 من المركبات الفضائية التجريبية للسماح للقادة العسكريين في ساحة المعركة بطلب الصور وغيرها من البيانات والحصول عليها من القمر الصناعي أثناء مروره فوق الأرض. سيتم تسليم البيانات التي تم جمعها إلى القادة الميدانيين في دقائق بدلاً من ساعات أو أيام. يمكن للمستشعر الموجود على تاك سات-1 جمع صور ملونة حادة بما يكفي لتمييز الأجسام الأرضية التي يبلغ قطرها 1 متر.

## الإطلاق
تم التخطيط لإطلاق تاك سات-1 في البداية في يناير 2004 ، لكن التأخير في تشغيل فالكون 1 حال دون هذا التاريخ. كان من المقرر في البداية أن تطير على متن الرحلة الأولى لطائرة فالكون 1 ، ولكن المشاكل التقنية أدت إلى إطلاق طائرة فالكون 1 أخرى ، مع إطلاق فالكون سات -2 أولاً. بعد فشل هذا الإطلاق ، تم نقله إلى الرحلة الثالثة ، للسماح بإطلاق عرض تسبقه. أدى فشل رحلة المظاهرة إلى مزيد من التأخير. في أغسطس 2007 ، أعلنت وزارة الدفاع الأمريكية (البنتاجون) أن إطلاق تاك سات-1قد تم إلغاؤه بسبب اكتمال معظم متطلبات مهمتها من قبل مختبر أبحاث القوات الجوية الأميركية «الاختصار(AFRL)» الذي تم إطلاقه سابقًا تاك سات-2.  في سبتمبر 2008 ، تم عكس هذا القرار ، وأفيد أن تاك سات-1 سيتم إطلاقه من قبل فالكون 1 السادس ، في عام 2009 ، وسيطلق عليه تاك سات-1 A. تم إلغاء هذه المهمة المجددة لاحقًا مرة أخرى عندما أثبتت تاك سات-2 جميع الأشياء التي كان من المفترض أن يقوم بها تاك سات-1 عليها. 

## الأنظمة
تستخدم سلسلة الأقمار الصناعية تاك سات قاذفات صواريخ تجارية أو امتاحة ، ومكونات جاهزة إلى حد كبير ، من أجل تقليل التكاليف.

### منصة
استندت المركبة الفضائية تاك سات-1 إلىأوربيتال ساينسيز منصة MicroStar ، وتستخدم أيضًا لكوكبة اتصالات Orbcomm . ورثت تاك سات-1 حافتها الإلكترونية من قمر Orbcomm صناعي غير معطل.

## المطورين
إلى جانب مختبر الأبحاث البحرية (NRL) ، شملت المنظمات الأخرى المشاركة:
- برنامج DOD لاختبار الفضاء ( جناح تطوير الفضاء واختباره في مركز أنظمة الفضاء والصواريخ )
- وزارة الدفاع تستجيب للعمليات الفضائية
- مكتب برنامج فضاء الجيش
- القيادة الفضائية للقوات الجوية
- مركز حرب الفضاء
- وكالة ناسا
- مختبر الدفع النفاث (JPL)